# Sidney Mintz
Sidney Wilfred Mintz, född 16 november 1922 i Dover i New Jersey, död 27 december 2015 i Plainsboro i New Jersey, var en antropolog som är sig mest känd för sina studier av Latinamerika och Karibien. Mintz studerade vid Brooklyn College och tog examen 1943. Sin doktorsexamen fick han från Columbia University under Julian Stewards och Ruth Benedicts handledning. 

## Karriär
Mintz inledde sin akademiska gärning som föreläsare vid City College, New York 1950 innan han kom till Yale University ett år senare. På 1970-talet deltog han i grundandet av den antropologiska institutionen vid Johns Hopkins Universitet där man 1992 till hans ära instiftade den årliga Sidney W. Mintzföreläsningen. Han var gästföreläsare vid bland annat Massachusetts Institute of Technology, École Pratique des Hautes Études samt Collège de France.
Mintz var medlem i American Ethnological Society vars ordförande han var mellan 1968 och 1969, American Anthropological Association och Royal Anthropological Institute of Great Britain and Ireland. 1963 fick han professors namn. Bland hans många utmärkelser märks särskilt positionen som guggenheimstipendiat 1958, Lewis Henry Morganföreläsare 1972 och Christian Gaussföreläsare 1978-1979. 1972 blev han tilldelad William Clyde DeVanemedaljen. 
Vidare arbetade han som extern konsult för en rad olika organisationer och uppmärksammats av forskningsinstitutioner som Social Science Research Council, Ford Foundation, United States-Puerto Rico Commission on the Status of Puerto Rico. Mellan 1970 och 1971 var han studierektor på Ecole Pratique des Hautes Etudes i Paris.

## Forskning

### Karibisk antropologi
Sidney Mintz är den karibiska antropologins doyen. Han gjorde sitt första fältarbete i Västindien 1948 som en del av Julian Stewards försök till tillämpning av antropologiska metoder på ett komplext samhälle. Sedan dess har Mintz författat ett flertal böcker och närmare 300 artiklar. Inom en disciplin där specialisering är vanligt då antropologer ofta väljer ett språkområde eller en geografisk zon för sina studier valde Mintz att göra sitt arbete i tre olika västindiska samhällen, nämligen Puerto Rico 1948-1949, Jamaica 1952 och 1954, samt Haiti 1958-1959 och 1961, som dessutom samtliga har skild kolonial historia. Mintz alltid tagit särskild hänsyn till historiska data när han har fördjupat sig i studiet av karibiska kulturer. 

#### Jordbrukare
Ett av Mintz viktigaste bidrag till det antropologiska vetandet är hans analys av jordbruk, och därmed den bofasta befolkningens ursprung. Mintz hävdar att karibiskt jordbruk utvecklades efter eller parallellt med industrialiseringen på ett unikt sätt. Han kallade dem "rekonstituerade" eftersom de började som någonting annat än jordbrukare. De kunde ha varit allt från kvarlevor av de ursprungliga spanska expeditionerna ledda av Kristoffer Columbus eller europeiska fångar som avtjänade en skuld genom arbete på plantagerna, till befriade eller förrymda slavar som under sin fångenskap lärt sig jordbrukskonsten. Mintz såg dessa anpassningsövningar som ett svar på plantagesystemet och ett sätt att göra motstånd mot en förtryckare.
Mintz gjorde också betydande studier av genusrelationer och hushållets ekonomi, särskilt om kvinnors roller i handel.

#### Sociokulturell analys
Den fundamentala problematiken i Mintz studier av det karibiska samhället är att det i sig är så diversifierat. De olika kulturerna har en heterogen distribution av afrikanska, europeiska och amerikanska inslag vilket gör studiet av Karibien som en enhetlig region problematiskt. Å andra sidan noterade Mintz också avsevärda likheter som han ansåg omöjliga att avfärda som ren slump. För att komma till rätta med denna komplikation använde sig Mintz av ett binärt tillvägagångssätt där han underströk detta motsatsförhållande. Till exempel observerade han att karibiska slavar målmedvetet individualiserades av sina ägare under fångenskapen men också att de snabbt lyckades etablera sofistikerade samarbetsmönster efter slaveriets upphävande. I Guyana organiserade de till exempel kollektiva inköp av åkermark, byalag och kreditinstitut. 

#### Slaveri
Mintz jämförde slaveri och tvångsarbete mellan öarna i Västindien, med avseende på tid och koloniala strukturer. Bland annat ifrågasatte han den tidigare förhärskade uppfattningen att spanska kolonisatörer i egenskap av katoliker var mer humant inställda till sina slavar, medan nordeuropéer så som engelsmän och holländare utifrån ett protestantiskt synsätt var mer benägna att plåga sina. Mintz hävdade istället att skillnaden snarare låg i hur nära knuten kolonin var till moderlandet och hur pass aktiv del den spelade i världssystemet som avgjorde hur slavarna behandlades. Spanska kolonier var i regel lösare bundna till Spanien än vad engelska kolonier var till England.
Vidare gjorde Mintz stora insatser i kreoliseringsdebatten kring afroamerikanska kulturer. Tillsammans med Richard Price argumenterade han för Melville Herskovits antagande att de karibiska kulturernas afrikanska inslag är kulturella kvarlevor som ofta tagits ur sitt sammanhang och ibland med tiden getts en helt annan betydelse. Däremot hävdade de att det var fel att tro, som många gjorde, att slavägarna lyckats med att helt radera ut de afrikanska slavarnas kulturella minne så att inget av det återstod. Mintz och Price hävdade att afro-amerikanska kulturer karaktäriseras av djupgående "grammatiska principer" som härstammar från en rad olika afrikanska kulturer och att dessa genomsyrar stora delar av de västindiska folkens vardagsliv. 

## Utvalda verk
- Mintz, Sidney W. 1960 Worker in the Cane: A Puerto Rican Life History. New Haven: Yale University Press.
- Mintz, Sidney W. 1974 Caribbean Transformations. Chicago: Aldine.
- Mintz, Sidney W. 1985 Sweetness and Power: The Place of Sugar in Modern History. New York: Viking.
- Mintz, Sidney W. 1996 Tasting Food, Tasting Freedom: Excursions into Eating, Culture, and the Past. Boston: Beacon Press.
- Mintz, Sidney W. and Richard Price 1992 The Birth of African-American Culture: An Anthropological Approach. Boston: Beacon Press.
- Steward, Julian H. Steward, Robert A. Manners, Eric R. Wolf, Elena Padilla Seda, Sidney W. Mintz, and Raymond L. Scheele 1956 The People of Puerto Rico: A Study in Social Anthropology. Urbana: University of Illinois Press.